# Яворский, Францишек
Францишек Яворский (пол. Franciszek Jaworski; 21 ноября 1873, Грудек Ягеллонский, Австро-Венгрия — 18 марта 1914, Львов) — польский историк, журналист, писатель, публицист, архивариус и коллекционер.

## Биография

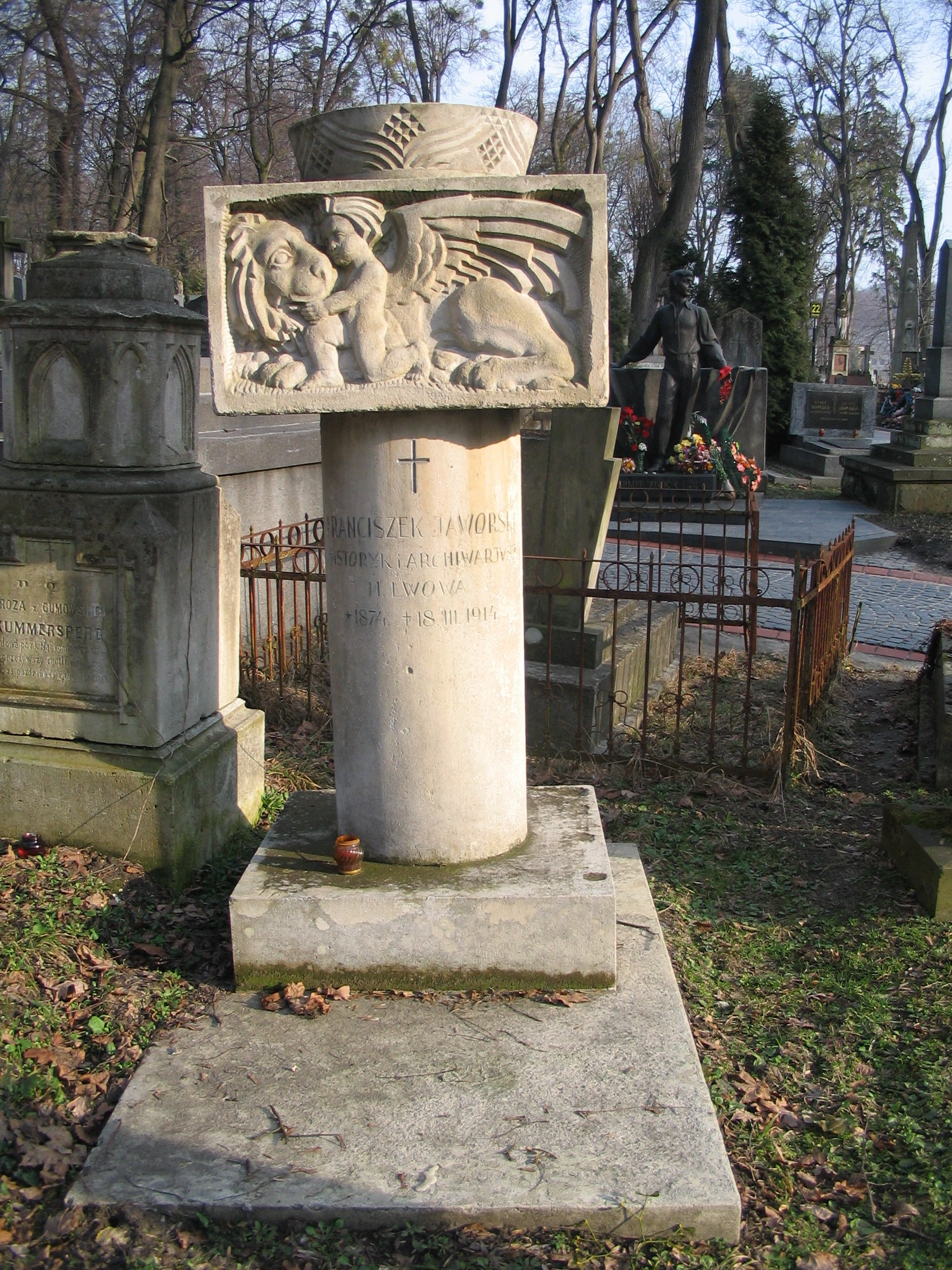
Памятник на могиле Ф. Яворского на Лычаковском кладбище

Сын чиновника. Изучал право во Львовском университете. После окончания университета, стажировался во Львовском магистрате.
В политике придерживался леворадикальных взглядов. Был активным членом Польской Народной Партии (Polskie Stronnictwo Ludowe, PSL).
С 1897 года систематически занимался журналистикой, печатался в газете «Львовский курьер» («Kurier Lwowski»). Своими публикациями привлек внимание руководства и был назначен в архивный отдел, где проработал почти 10 лет. Учитывая популярность публикаций Ф. Яворского специальным постановлением архивно-музейной комиссии магистрата ему были созданы специальные условия для работы над историей города Львова.
Ф. Яворский был историком не по образованию, а по призванию. Он был одним из основателей Общества любителей истории Львова (1906) и издания «Библиотека Львовская» («Biblioteka Lwowska»), в которой это общество публиковало свои исторические труды. Он также опубликовал ряд исследований по истории Львова.
Автор историко-литературных работ, посвящённых делам и людям старого Львова.
Умер от туберкулеза в возрасте 41 год. Похоронен на Лычаковском кладбище .

## Творчество
- «Памятные события Львова из архива города» («Pomniki dziejowe Lwowa z archiwum miasta»); (1898 год)
- «Оборона Львова, 1655 г.», (Obrona Lwowa, 1655); (1905 год)
- «Львовская Ратуша», (Ratusz lwowski); (1906 год)
- «Раскопки на Высоком Замке», (Wykopaliska na Wysokim Zamku); (1907),
- «Короли Польши во Львове», (Królowie polscy we Lwowie); (1907 год).
- «Городокское кладбище во Львове», (Cmentarz grodecki); (1908 год).
- «Нобилитация Львова», (Nobilitacja Lwowa); (1909 год).
- «Львов во времена Ягелло», (Lwów za Jagiełły); (1910 год).
- «Львов серый и вчерашний», (Lwów stary i wczorajszy); (1910 год).
- «Львовский университет», (Uniwersytet lwowski); (1912 год).
- «Путеводитель по Львову и околицам» («Przewodnik po Lwowie i okolicy»)
- «О сером Львове», (O szarym Lwowie); (1916 год).